# Museo nazionale delle belle arti (Lettonia)
Il Museo nazionale delle belle arti di Lettonia (in lettone Latvijas Nacionalais mākslas muzejs) è uno spazio espositivo situato a Riga e dedicato allo sviluppo dell'arte pittoriale nella regione baltica e in Lettonia dalla metà del XVIII secolo ad oggi. Esso mostra anche una collezione di artisti russi considerata come la più ricca dei Paesi Baltici.

## La sede
È ospitato in un monumentale palazzo in via Krisjanis Valdemars. Eretto nel 1905, l'edificio è stato progettato dall'architetto e storico dell'arte tedesco-lettone Wilhelm Neumann. La facciata è in stile barocco e classico. Al suo interno, l'atrio e le scale conservano elementi d'Art Nouveau invece nell'atrio superiore si trova una serie di dipinti realizzata dal pittore lettone Vilhelms Purvitis e dal maestro dell'arte classica estone Gerhard von Rosen.
Dopo un periodo di ristrutturazione, il museo è aperto al pubblico nella primavera del 2016.